# Pabégou
Pabégou è un arrondissement del Benin situato nella città di Copargo (dipartimento di Donga) con 11.609 abitanti (dato 2006).